# 成島出
成島 出（なるしま いずる、1961年4月16日 - ）は、日本の映画監督・脚本家。

## 来歴
山梨県甲府市生まれ。山梨県立甲府東高等学校卒業、駒澤大学文学部中退。大学の映画サークルで活動を始める。1986年、監督作『みどり女』でぴあフィルムフェスティバルに入選し、長谷川和彦と大島渚に「映画監督になれ」と言われ「映画監督になる」と決意する。
長谷川のもとで5年間、書生のような生活を送りつつ、「ディレクターズ・カンパニー」に参加し、映画製作を学ぶ。助監督として相米慎二、平山秀幸らに就く。
1994年、『大阪極道戦争しのいだれ』で脚本家としてデビューし、『T.R.Y.』や『日本沈没』、『クライマーズ・ハイ』など多数のヒット作の脚本を手掛ける。
2003年、役所広司と柄本明を主演に迎えた初監督作『油断大敵』にて第23回藤本賞新人賞と第26回ヨコハマ映画祭新人監督賞を受賞。
2005年、『フライ,ダディ,フライ』で第20回高崎映画祭若手監督グランプリ受賞。
2008年、『クライマーズ・ハイ』で第32回日本アカデミー賞優秀脚本賞受賞、2010年には、『孤高のメス』で第34回日本アカデミー賞優秀監督賞を受賞する。
2012年、『八日目の蝉』にて第35回日本アカデミー賞最優秀監督賞を受賞する。同作は他に最優秀作品賞、最優秀脚本賞（奥寺佐渡子）、最優秀主演女優賞（井上真央）、最優秀助演女優賞（永作博美）、最優秀音楽賞（安川午朗）、最優秀撮影賞（藤澤順一）、最優秀照明賞（金沢正夫）、最優秀録音賞（藤本賢一）、最優秀編集賞（三條知生）の計10部門にて受賞。さらに、第62回芸術選奨文部科学大臣賞映画部門を受賞した。
2015年には『ふしぎな岬の物語』で第38回日本アカデミー賞優秀監督賞を受賞。また同作で第38回モントリオール世界映画祭の審査員特別賞グランプリとエキュメニカル審査員賞を受賞。
2017年の『ちょっと今から仕事やめてくる』公開後、胃がんで入院していたことを『グッドバイ〜嘘からはじまる人生喜劇〜』（2020年2月14日公開）の制作時に告白した。
2023年には『銀河鉄道の父』で、第17回KINOTAYO現代日本映画祭審査委員賞を受賞。

## フィルモグラフィー
特記のないものは監督作品。

### 劇場作品
- 大阪極道戦争 しのいだれ（1994年）脚本
- シャブ極道（1996年）脚色
- 恋極道（1997年）脚色
- 風を見た少年（2000年）脚色
- 少女〜an adolescent（2001年）脚本
- 笑う蛙（2002年）脚本
- T.R.Y.（2003年）脚本
- 新・仁義なき戦い／謀殺（2003年）脚本
- 油断大敵（2003年）
- るにん（2004年）脚本
- フライ,ダディ,フライ（2005年）
- 日本沈没（2006年）脚本
- ミッドナイト イーグル（2007年）
- 築地魚河岸三代目（2008年）脚本
- ラブファイト（2008年）
- 孤高のメス（2010年）
- 八日目の蟬（2011年）※第85回キネマ旬報ベスト・テン 5位
- 聯合艦隊司令長官 山本五十六（2011年）
- 草原の椅子（2013年）
- 脳男（2013年）-　共同脚本
- ふしぎな岬の物語（2014年）監督、主演・吉永小百合との共同プロデュース
- ソロモンの偽証 前篇・事件 / 後篇・裁判（2015年連続公開）※第89回キネマ旬報ベスト・テン 8位
- ちょっと今から仕事やめてくる（2017年）[19]
- グッドバイ〜嘘からはじまる人生喜劇〜（2020年）[17]
- いのちの停車場（2021年）[20]
- ファミリア（2023年）
- 銀河鉄道の父（2023年）
- 52ヘルツのクジラたち（2024年）[21]

### テレビドラマ
- 刑事追う!（1996年、テレビ東京系）脚本
- 最悪（2001年）脚本